# Волиця-Барилова
Волиця-Барилова — село в Україні, у Шептицькому районі Львівської області. Населення становить 170 осіб.

## Відомі мешканці

### Народились
- Штендера Євген — сотник УПА, командир куреня «Вовки», командир ТВ-28 «Данилів». Після війни журналіст, видавець, головний редактор серії «Літопису УПА».